# Phillips kapitány
A Phillips kapitány (eredeti cím: Captain Phillips) 2013-as amerikai életrajzi dráma/thriller film, amelyet Paul Greengrass rendezett. A főszerepekben Tom Hanks és Barkhad Abdi láthatók.
A filmet a 2013-as New York-i filmfesztiválon mutatták be, és 2013. október 11-én jelent meg az amerikai mozikban, Magyarországon november 7-én mutatta be az InterCom Zrt.. A filmet hat Oscar-díjra jelölték.
A projekt kritikai és kereskedelmi sikert aratott, pozitív értékeléseket kapott a kritikusoktól, és 220 millió dolláros bevételt ért el 55 millió dolláros költségvetéssel szemben.
A történet a Maersk Alabama hajó 2009-es megszállásának valós történetén alapul; a hajó kapitányát elrabolják a szomáliai kalózok. 

## Cselekmény
Richard Phillips átveszi a MV Maersk Alabama, egy fegyvertelen konténerhajó parancsnokságát az ománi Szalalah kikötőjéből, azzal a feladattal, hogy a Guardafui-csatornán keresztül a kenyai Mombasába hajózzon. Az Afrika szarva partjainál zajló kalóztevékenységtől tartva ő és az első tiszt Shane Murphy szigorú biztonsági óvintézkedéseket rendel el a hajón, és gyakorlatokat tartanak.
Az egyik gyakorlat után a hajót szomáliai kalózok üldözik két szkiffen, és Phillips rádión segítséget kér. Mivel tudja, hogy a kalózok lehallgatják a rádióforgalmat, úgy tesz, mintha egy hadihajót hívna, és azonnali légi támogatást kér. Az egyik csónak válaszul visszafordul, és a másik, amelyet négy, Abduwali Muse által vezetett, erősen felfegyverzett kalóz vezet, elveszíti a motor teljesítményét, miközben megpróbálnak átkormányozni a Maersk Alabama farhullámain.
Másnap Muse csónakja, amely immár két külső motorral van felszerelve, visszatér ugyanezzel a négy kalózzal a fedélzetén. Phillips és legénysége hősies erőfeszítései ellenére a kalózok feljutnak a Maersk Alabama-ra. A fedélzetre lépve Phillips azt mondja a legénységnek, hogy bújjanak el a gépházban, mielőtt a kalózok megrohamozzák a hidat, és fegyverrel fenyegetik Phillipset és a legénység többi tagját. Phillips felajánlja Muse-nak a hajó széfjében lévő 30.000 dollárt, de Muse azt a parancsot kapta, hogy váltságdíjat kérjen a hajóért és a legénységért cserébe a hajótársaságtól kapott több millió dolláros biztosítási pénzért. Miközben átkutatják a hajót, Shane látja, hogy a legfiatalabb kalóznak, Bilalnak nincs szandálja, és utasítja a legénységet, hogy a gépház folyosóját szórják fel törött üveggel.
Mike Perry főmérnök kikapcsolja a hajó áramellátását, sötétségbe borítva az alsó fedélzeteket. Bilal megvágja a lábát, amikor elérik a géptermet, Muse pedig egyedül folytatja a keresést. A legénység tagjai rajtaütnek Muse-on, késsel fenyegetve tartják fogva, és elintézik, hogy őt és a többi kalózt egy mentőcsónakba szorítsák vissza. Muse jobbkeze, Nour Najee azonban nem hajlandó Muse-szal együtt a mentőcsónakba szállni, ha Phillips nem megy velük. Miután mindannyian a mentőcsónakban vannak, Najee megtámadja Phillipset, mielőtt mind az öten a fedélzeten elindulnának.
Miközben a mentőcsónak Szomália felé tart, a kalózok között elszabadul a feszültség, mivel fogytán van a növényi alapú amfetamin kat, és elvesztik a kapcsolatot az anyahajóval. Najee izgatottá válik, és megpróbálja meggyőzni a többieket, hogy öljék meg Phillipset. Később elfogja őket az U.S. Navy romboló Bainbridge. A Bainbridge kapitánya, Frank Castellano parancsot kap, hogy minden eszközzel akadályozza meg, hogy a kalózok elérjék a szomáliai partokat. Még akkor is, amikor további hajók érkeznek, Muse azt bizonygatja, hogy túl messzire jutott, és nem adja meg magát. A tárgyalók nem tudják rávenni, hogy meggondolja magát, és a DEVGRU egy csapata ejtőernyővel beavatkozik, miközben Phillips megpróbál megszökni a mentőcsónakból, mielőtt Najee elfogja és többször megüti.
Miközben három DEVGRU-s mesterlövész elfoglalja a helyét, Castellano és a DEVGRU tovább próbál békés megoldást találni, és végül vontatásba veszik a mentőcsónakot. Muse beleegyezik, hogy a Bainbridge fedélzetére szálljon, ahol közlik vele, hogy a klán vénei megérkeztek, hogy Phillips váltságdíjáról tárgyaljanak. A mentőcsónakban Phillips titokban búcsúlevelet készít a feleségének arra az esetre, ha megölnék, miközben Najee úgy dönt, hogy átveszi a teljes irányítást a hajó felett. Najee észreveszi, hogy Phillips levelet ír, és elveszi tőle. Phillips megtorlásképpen rátámad Najee-re, amíg Bilal le nem győzi Phillipset azzal, hogy hátba vágja az AK-47-esével. Najee tovább veri Phillipset, és megpróbálja meggyőzni Bilalt és Elmit, hogy meg kell ölni. A kalózok megkötözik és bekötik Phillips szemét, és otthagyják. Miközben Najee készül lelőni Phillipset, a Bainbridge legénysége megállítja a vontatót, ami miatt Elmi, Bilal és Najee elveszíti az egyensúlyát. Ez három tiszta lövést ad a mesterlövészeknek, amelyekkel egyszerre mindhárom kalózzal végeznek. Muse-t letartóztatják és őrizetbe veszik kalózkodásért. Phillipset kimentik a mentőcsónakból és orvosi ellátásban részesítik. Bár sokkos állapotban van és zavarodott, megköszöni a mentőcsapatnak, hogy megmentették az életét.

## Szereplők
A Maersk Alabama legénysége és szövetségesei
| Szerep                                     | Színész          | Magyar hang     |
| ------------------------------------------ | ---------------- | --------------- |
| Richard "Rich" Phillips / "Irish" kapitány | Tom Hanks        | Kőszegi Ákos    |
| Andrea Phillips, Phillips felesége         | Catherine Keener | Nyakó Júlia     |
| Shane Murphy, első tiszt                   | Michael Chernus  | Holl Nándor     |
| Mike Perry, főmérnök                       | David Warshofsky | N/A             |
| Ken Quinn, kormányos                       | Corey Johnson    | N/A             |
| John Cronan, a legénység rangidős tagja    | Chris Mulkey     | Törköly Levente |
| Ken Quinn, kormányos                       | Corey Johnson    | Király Attila   |
| William Rios, hajóskapitány                | Mark Holden      | N/A             |
| Ian Waller, a legénység tagja              | Angus MacInnes   | N/A             |
| Ethan Stoll, a legénység tagja             | Louis Mahoney    | N/A             |
| Andrew, a legénység tagja                  | Vincenzo Nicoli  | N/A             |
| Allison McColl                             | Maria Dizzia     | N/A             |
| Dan Phillips                               | John Magaro      | N/A             |
| Mariah Phillips                            | Gigi Raines      | N/A             |
| Bernetti, amerikai tengerészgyalogos       | Riann Steele     | N/A             |

Kalózok és szövetségesek
- Barkhad Abdi – Abduwali Muse, a kalózok vezetője (Dolmány Attila)
- Barkhad Abdirahman – Adan Bilal
- Faysal Ahmed – Nour Najee
- Mahat M. Ali – Walid Elmi
- Mohamed Ali – Assad
- Issak Farah Samatar – Hufan
- Idurus Shiish – Idurus
- Azeez Mohammed – Dawoud
- Nasir Jamas – Eko

## Háttér
A Sony Pictures 2010-ben megszerezte Richard Phillips A Captain's Duty („Egy kapitány kötelessége”) című életrajzának megfilmesítési jogait. 2011 márciusában Tom Hanks csatlakozott a projekthez, miután elolvasta Billy Ray forgatókönyvét. A rendező szerepére Paul Greengrasst kérték fel. Ezt követően meghallgatást tartottak, hogy megtalálják a szomáliai színészeket. A meghallgatások a minneapolisi Cedar-Riverside-ban zajlottak. Végül négy színészt választottak ki; Debbie DeLisi rendező szerint „ők emelkedtek ki a tömegből”.
A producerek ellátogattak a National Navy UDT-SEAL Museum-ba, hogy láthassák a hajót, amelyen a kalózok fogságban tartották Phillips kapitányt. A forgatás 2012. március 26-án kezdődött.

## Fogadtatás
A film 107 millió dolláros bevételt hozott Észak-Amerikában és 111,7 millió dolláros bevételt hozott a világ többi pontján. Világszerte 218,8 millió dolláros bevételt hozott a film 55 millió dolláros költségvetésével szemben.
A film pozitív kritikákban részesült a rendezés, a forgatókönyv, illetve Tom Hanks és Barkhad Abdi játéka miatt. A Rotten Tomatoes honlapján 93%-ot szerzett, 279 kritika alapján. A Metacritic honlapján 82 pontot szerzett a maximális százból, 48 kritikus véleménye alapján.
Több amerikai filmkritikus 2013 egyik legjobb filmjének nevezte.
Az IMDb honlapján 7,8 pontot szerzett a maximális tízből, míg a Port.hu oldalán 8,3 pontot szerzett, 524 vélemény alapján.

## Fordítás
- Ez a szócikk részben vagy egészben  a   Captain Phillips (film) című angol Wikipédia-szócikk fordításán alapul.  Az eredeti cikk szerkesztőit annak laptörténete sorolja fel. Ez a jelzés csupán a megfogalmazás eredetét és a szerzői jogokat jelzi, nem szolgál a cikkben szereplő információk forrásmegjelöléseként.